# Gare de Krasnoïarsk-Passajirski
 (mars 2023).
Si vous disposez d'ouvrages ou d'articles de référence ou si vous connaissez des sites web de qualité traitant du thème abordé ici, merci de compléter l'article en donnant les références utiles à sa vérifiabilité et en les liant à la section « Notes et références ».
La gare de Krasnoïarsk-Passajirski (en russe : Станция Красноярск-Пассажирский) est une gare ferroviaire russe, située dans la ville de Krasnoïarsk, dans le kraï de Krasnoïarsk, en Russie. 

## Situation ferroviaire
La gare est exploitée par Krasnoïarskaïa jeleznaïa doroga, partie de Chemins de fer russes.

## Histoire
Elle a été ouverte en 1895. Elle fut électrifiée en 1959. 